# Mordano
Mordano (Murdè(n) in romagnolo) è un comune italiano di 4 578 abitanti della città metropolitana di Bologna, in Emilia-Romagna, appartenente alla regione storica della Romagna. Il comune è composto da due paesi: Mordano (3 400 abitanti) e Bubano (Bubè(n) in romagnolo; 1 300 abitanti), fa parte del territorio anche la piccola borgata di Chiavica (119 abitanti).

## Storia

### Fondazione di Bubano
Nell'Italia bizantina il territorio ravennate era organizzato in "fondi" (dal latino fundus, podere = appezzamento di circa 60 ettari) e "masse" (un insieme di fondi con almeno una chiesa parrocchiale).
Nell'Alto Medioevo esisteva il fundus Bibani, un terreno boscoso in larga parte incolto e semi-paludoso (l'etimologia di Bibani è infatti "fango", "fangoso"). Nei secoli XI e XII, le bonifiche promosse dall'abbazia benedettina imolese di Santa Maria in Regola originarono la massa Bibani. Le nuove terre coltivabili attirarono flussi di popolazione dalle zone circostanti; l'esito di questo processo fu la nascita del paese. Successivamente fu edificata la rocca.
Nel 1802 il Comune di Bubano è stato aggregato a quello di Mordano.

### Storia di Mordano

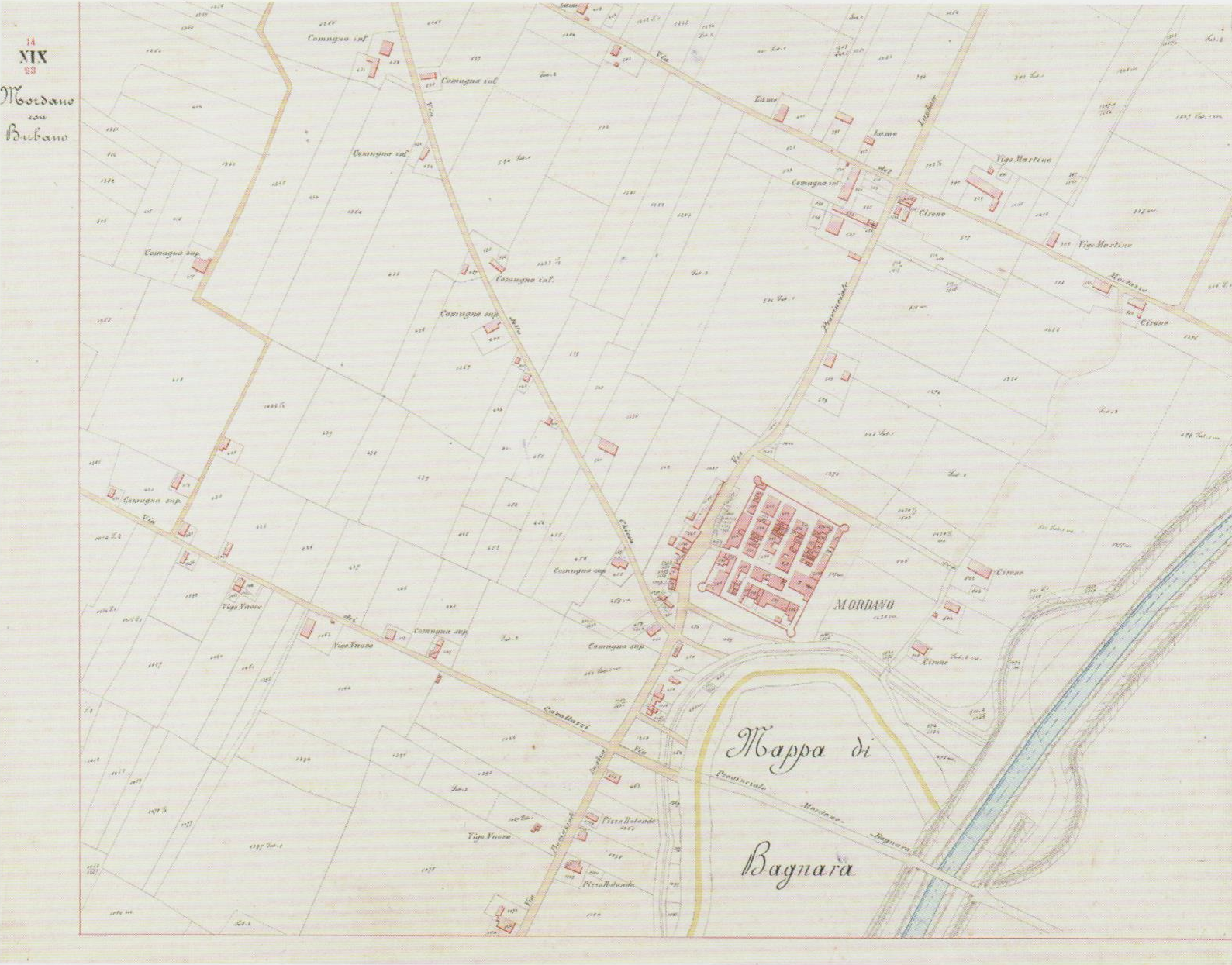
Il territorio del comune di Mordano (1896).

Per tutto l'alto Medioevo il feudo di Mordano fu oggetto di aspre contese tra Bologna e Imola (che dista solo 11 chilometri). Alla fine del Duecento Maghinardo Pagani si impossessò del feudo, che poi lasciò all'amico Matteo Ragnolo. Fu poi la volta, verso la metà del Trecento, dei Della Bordella di Imola. In seguito Mordano seguì la sorte di Imola, passando prima sotto i milanesi, poi i veneziani, i faentini e il nipote di Papa Sisto IV, Girolamo Riario. Alla morte di quest'ultimo (1488), Mordano passò alla di lui vedova Caterina Sforza (cui passarono le signorie di Imola e di Forlì), che però non lo tenne a lungo.
Dopo solo sei anni il castello venne distrutto dai francesi. Nel 1494 re Carlo VIII scese la penisola diretto a Napoli. Giunto in Romagna con duemila soldati, si diresse a Bubano per fare pressioni su Caterina Sforza affinché si unisse alla sua parte. Fu tentato l'assedio alla rocca, pensando di espugnarla in pochi giorni. Ma la resistenza, approntata con ogni mezzo, fece capire ai francesi che l'avrebbero presa con molto spargimento di sangue. Allora si volsero verso la rocca di Mordano, la presero ed, entrati in paese lo misero a ferro e fuoco saccheggiandolo e massacrando la popolazione.
Dal punto di vista giuridico, nel XV secolo Bubano e Mordano avevano lo status di «castelli» del distretto di Imola: rientravano nella giurisdizione della città. Entrambi erano governati da un giusdicente eletto dal Consiglio generale di Imola, che rimaneva in carica un anno. I castelli di Bubano e Mordano dovevano versare a Imola una quota (prestabilita) di imposte camerali, tuttavia amministravano liberamente le proprie entrate ed erano autonome nella redazione dei bilanci.
Nei secoli successivi Mordano e Bubano rimasero a lungo sotto il governo della Chiesa, ma dovettero ritornare in mano straniera nel 1796, quando arrivarono in Romagna le truppe napoleoniche.
Con la restaurazione del dominio pontificio, Mordano divenne sede di Podesteria soggetta al governo di Imola, nella Legazione di Ravenna.
Dopo la fine dello Stato della Chiesa, il Governatore delle «Provincie provvisorie» Luigi Carlo Farini, il 27 dicembre 1859, ridefinì le circoscrizioni territoriali aggregando il Comune di Mordano alla Provincia di Bologna.
Successivamente alla fine della prima guerra mondiale, vari atti di violenza accompagnarono l'affermazione del fascismo anche a Mordano, luogo di nascita di Dino Grandi. Dopo l'istaurazione del regime, varie importanti azioni di antifascismo accompagnarono gli anni trenta e poi la resistenza durante la seconda guerra mondiale, fino all'arrivo degli alleati il 13 aprile 1945.

### Simboli
Lo stemma è stato riconosciuto con DPCM del 29 ottobre 1952.
Il gonfalone, concesso con DPR del 12 settembre 1952, è un drappo troncato di verde e di bianco.

## Monumenti e luoghi d'interesse

### Mordano
Le «torri gemelle»
Si possono osservare all'entrata dell'abitato due torri, costruite negli anni ottanta del XIX secolo su progetto dell'ingegnere Giovanni Brusi, che prendono a modello le torri dell'arsenale di Venezia.
Chiesa parrocchiale
Chiesa settecentesca dedicata a sant'Eustachio, la sua costruzione terminò nel 1766. La chiesa è a navata unica, con tre cappelle su entrambi i lati. I sei altari sono tutti in scagliola, ciascuno diverso dall'altro. La chiesa conserva l'immagine della Madonna delle Grazie: si tratta di un affresco su un blocco di arenaria di quasi tre quintali, posto nell'abside dell'altare maggiore. Nella chiesa vi è anche una statua dell'Addolorata, di fattura locale, che viene portata in processione nella domenica delle Palme. Interessante il piccolo tabernacolo del Cristo morto (la “riserva dell'Eucaristia”), nella cappella maggiore, risalente al XV secolo, nonché la marmorea acquasantiera cinquecentesca. L'edificio è stato restaurato dopo le distruzioni della seconda guerra mondiale. Dietro l'altare maggiore è stata aggiunta l'abside.
Convento di San Francesco
Sotto l'edificio attuale esistono i resti di un antico convento, primo centro di culto cristiano della zona, costruito con tutta probabilità prima del Mille dai monaci benedettini. Il convento, intitolato a sant'Anastasio, fu menzionato per la prima volta in una bolla di papa Eugenio III nel 1145. Successivamente abbandonato dai benedettini, forse in seguito ad un'alluvione del vicino fiume Santerno, l'edificio cadde in disuso. Nel 1478 fu però recuperato dai francescani, i quali lo ristrutturarono senza farne un vero e proprio convento. Oggi il complesso è di proprietà della Curia di Imola.
Monumento ai Carabinieri caduti

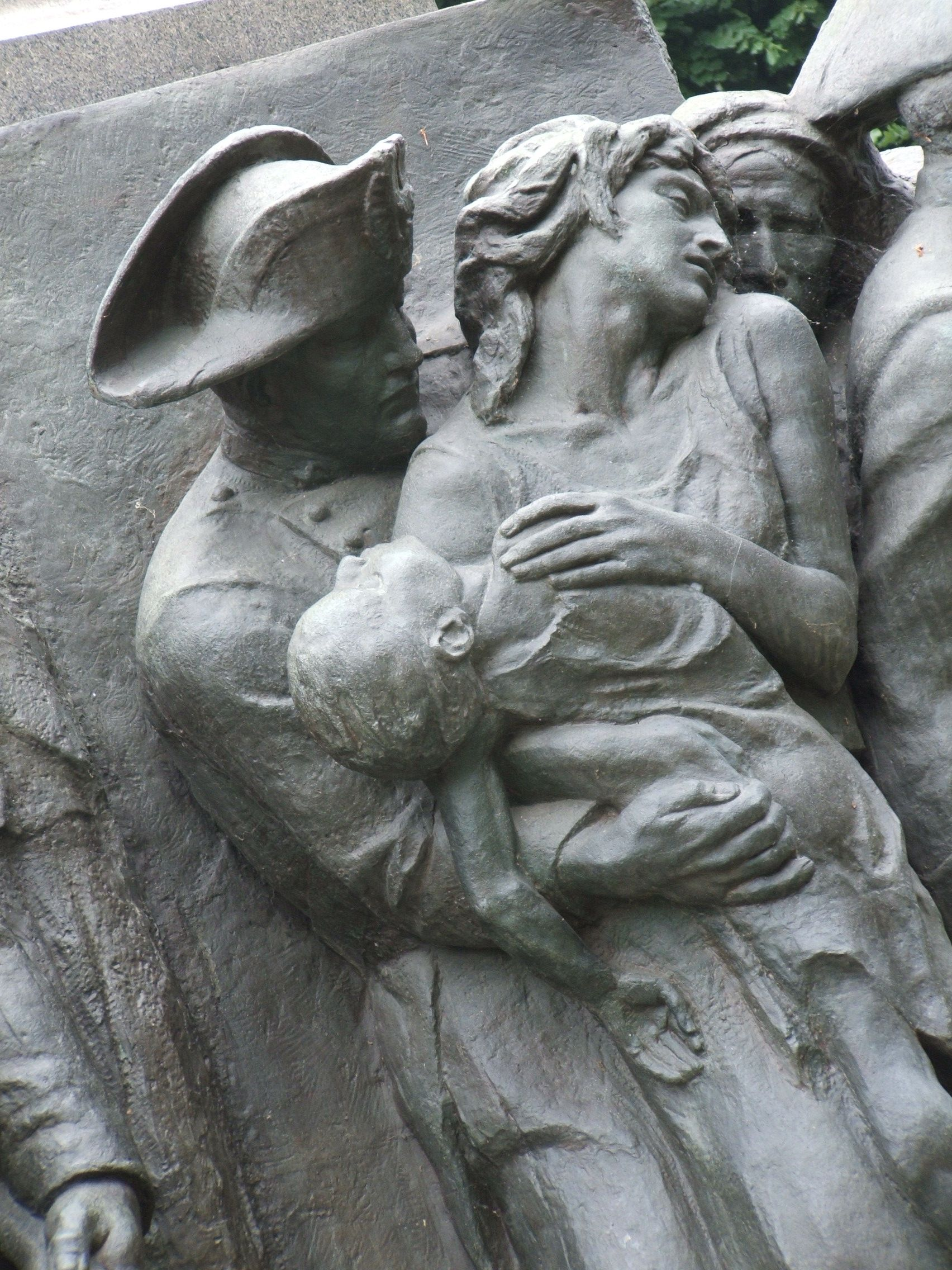
Monumento ai Carabinieri caduti.

Il 29 maggio 2005, nel Parco donatori del sangue, ha avuto luogo l'inaugurazione di un monumento bronzeo il cui progetto è stato ideato e disegnato dall’allora Comandante della Stazione Carabinieri Maresciallo A.s.UPS Antonello Certini e realizzato dallo scultore lughese Valentino Argelli. È una fusione in bronzo policromo alta 2,70 m per un diametro di 1,10 m per un peso di 12,50 quintali. Poggia su un basamento in pietra delle dimensioni di 1,00 m di altezza e 1,30 m di larghezza, ha quindi un'altezza totale di 3,70 m ed un peso totale di 28,50 quintali.
Il monumento raffigura alcune delle specialità dell'Arma dei Carabinieri pronte ad intervenire in ogni momento e luogo, inoltre rappresenta l'atto di sacrificio dei militari caduti, evidenziato dalla scritta, in rilievo su bronzo «Dove il senso del dovere si fonde con l'onore, l'orgoglio ed il sacrificio, lì c'è un Carabiniere!». Tutto è sormontato dalla Fiamma, simbolo dell'Arma.

### Bubano
Torrione sforzesco
Risale ai tempi di Caterina Sforza la rocca di Bubano, che fu rinforzata alla fine del XV secolo. Dopo che ebbe persa la funzione difensiva, non fu mai oggetto di lavori di ristrutturazione ed andò progressivamente in rovina. Nel 1836 fu in gran parte demolita e i mattoni furono venduti a basso prezzo ai possidenti terrieri e riutilizzati come materiale edilizio per la ristrutturazione di vecchie case coloniche nelle campagne circostanti e nei centri abitati vicini.
Oggi rimane integro solamente uno dei torrioni delle scuderie e una parte del maschio. È stato oggetto di un piano di recupero, avviatosi nel dicembre 2011. L'inaugurazione del Torrione sforzesco restaurato si è tenuta il 29 marzo 2014. L'edificio è stato adibito in parte a museo.
Chiesa parrocchiale
La chiesa esisteva già attorno all'anno 1500, al tempo di Caterina Sforza: fu edificata nel luogo occupato dalle scuderie della rocca sforzesca (ecco perché non è in asse con la via principale del paese. A Bubano, inoltre, manca una piazza monumentale). L'edificio venne ampliato tra 1838 e il 1842, arrivando ad assumere le dimensioni attuali: 24 metri di lunghezza per 9 metri in larghezza, con un altare maggiore e due laterali. L'ultimo restauro è stato effettuato nel biennio del 1976-77. Al suo interno è conservato un organo Marelli (scuola lombarda) realizzato nel 1874 e restaurato negli anni 2010.

### Aree naturali
Lungo via Bazzino, nella parte più settentrionale del territorio comunale, è sita l'area umida "Valletta". Si tratta dell'ultimo relitto acquatico di un bacino artificiale realizzato nel XIX secolo per scolmare le acque del Canale dei molini di Imola, che scorre a fianco della vicina via Lume. Originariamente il bacino aveva una superficie di otto ettari. Negli anni successivi alla Seconda guerra mondiale gran parte dell'area fu convertita a risaia. Negli anni 1980 l'area fu tagliata in due dal passaggio del Canale Emiliano Romagnolo. Si decise di bonificare i bacini a nord del nuovo canale. Una parte dei bacini a sud invece fu conservata al naturale.

Le Vallette sono frequentate da aironi e garzette. Nelle opportune stagioni si possono avvistare diversi tipi di anatre, trampolieri, cavalieri d'Italia, gru e cicogne.
L'area è di proprietà di Con.Ami, il consorzio multiservizi intercomunale con sede a Imola.

## Società

### Evoluzione demografica
Abitanti censiti

### Etnie e minoranze straniere
Al 31 dicembre 2023 la popolazione straniera era di 516 persone, pari al 10,17% della popolazione.

### Popolazione
Variazione della popolazione residente a Mordano dal 2006 al 2010. 
| Data       | Abitanti | Variazione | Italiani | Variazione | Stranieri   | Variazione |
| ---------- | -------- | ---------- | -------- | ---------- | ----------- | ---------- |
| 31-12-2006 | 4 403    |            | 4 137    |            | 266 (6,0%)  |            |
| 31-12-2010 | 4 725    | + 7,3%     | 4 181    | + 1%       | 544 (11,5%) | + 104,5%   |

Fonte, Dati Istat al 31 dicembre 2010.

### Religione
Nel comune di Mordano sono presenti due parrocchie facenti parte della diocesi di Imola: Mordano (intitolata a Sant'Eustachio) e Bubano (intitolata alla Natività di Maria Vergine).
I fedeli sono particolarmente devoti all'immagine della Madonna delle Grazie, conservata nella chiesa parrocchiale di Mordano. L'immagine, nota sin dal XV secolo, è un affresco eseguito originariamente nell'oratorio di S. Bartolomeo che in quel secolo fu trasportato nella chiesa parrocchiale e collocato dietro a un altare laterale. Nel 1737 l'affresco fu staccato dalla parete e l'immagine venne collocata sopra l'altare maggiore. Le sue dimensioni sono di 180 x 100 cm e il suo peso è di 2,75 quintali. Durante i bombardamenti della seconda guerra mondiale la sacra immagine rimase miracolosamente intatta. Nel 1948 il vescovo Benigno Carrara la onorò di una corona d'oro.
Padre Leo Commissari, missionario molto noto in tutta la diocesi, nacque a Bubano il 19 aprile 1942. Al sacerdote è dedicata la scuola primaria del paese.

## Cultura

### Teatro
Mordano

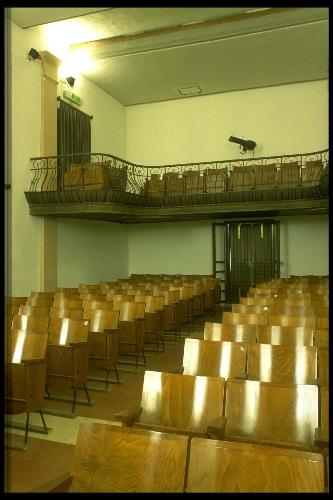
Interno del teatro di Mordano.

Il Teatro Stabile di Mordano ospita spettacoli di prosa e concerti; offre una rassegna di teatro in lingua romagnola.
Bubano
Il Teatro parrocchiale di Bubano è gestito dalla compagnia "La quasi stabile", che organizza ogni anno una stagione
di commedie in romagnolo.

## Infrastrutture e trasporti

### Vie d'acqua
Canale Zaniolo
Alla fine del Cinquecento le acque del Canale dei molini, che attraversavano il territorio di Mordano da sud a nord,
rappresentavano la fonte principale per l'irrigazione dei campi, ma quando le precipitazioni superavano la norma allagavano buona parte del territorio massese e conselicese. Nel 1602 le comunità di Massa Lombarda e di Imola trovarono un accordo sullo sfruttamento delle acque del canale: esse vennero fatte confluire nello Zaniolo, un ampio canale artificiale di scolo che percorreva la Romagna estense da sud a nord. Il Zaniolo nasce nel territorio di Mordano (al confine con San Prospero) e percorre tutto il territorio comunale da sud a nord.

Oggi, esaurita la funzione irrigua del canale dei molini (sostituito dal Canale Emiliano Romagnolo), lo scolo Zaniolo raccoglie le acque reflue a sud del paese ed è utilizzato per l'irrigazione della campagna mordanese e bubanese.

### Strade
Mordano è attraversata da tre strade provinciali: 
- Strada provinciale 54 ("Lughese") che la mette in comunicazione, a nord, con Massa Lombarda e, a sud, con San Prospero di Imola (e da qui a Imola);
- Strada provinciale 32 ("Mordano-Bagnara") che la mette in comunicazione, ad est, con Bagnara di Romagna;
- Strada provinciale 53 ("Bivio Selice-Mordano") che la mette in comunicazione, ad ovest, con la Strada statale 610 Selice.

### Mobilità urbana
Dal 1º giugno 2013 Mordano e Bubano sono collegate da una pista ciclabile.
Nel 2019 è stato realizzato anche un nuovo tratto che collega Bubano e Chiavica.

## Amministrazione
Il Comune di Mordano fa parte dell'unione dei comuni denominata Nuovo Circondario Imolese. Inoltre è il comune più orientale della Città metropolitana di Bologna.

### Sindaci precedenti
Di seguito è presentata una tabella cronologica relativa alle amministrazioni che si sono succedute in questo comune.
| Periodo          | Periodo          | Primo cittadino  | Partito                               | Carica  | Note                        |
| ---------------- | ---------------- | ---------------- | ------------------------------------- | ------- | --------------------------- |
| 1970             | 22 luglio 1975   | Vito Barnabi     | PCI                                   | Sindaco |                             |
| 23 luglio 1975   | 17 luglio 1980   | Pietro Poli      |                                       | Sindaco |                             |
| 18 luglio 1980   | 27 novembre 1986 | Renato Tozzoli   | PCI                                   | Sindaco | Rieletto il 5 giugno 1985.  |
| 28 novembre 1986 | 24 aprile 1995   | Romano Andalò    | PCI, poi PDS                          | Sindaco | Rieletto il 5 giugno 1990.  |
| 24 aprile 1995   | 14 giugno 1999   | Daniele Montroni | lista civica                          | Sindaco | [ 30 ]                      |
| 14 giugno 1999   | 8 giugno 2009    | Roberto Andalò   | lista civica                          | Sindaco | Rieletto il 14 giugno 2004. |
| 8 giugno 2009    | 26 maggio 2019   | Stefano Golini   | lista civica                          | Sindaco | Rieletto il 26 maggio 2014. |
| 26 maggio 2019   | in carica        | Nicola Tassinari | lista civica «Un comune una comunità» | Sindaco |                             |

### Gemellaggi
- Mezöhegyes, dal 24 marzo 2012

## Sport
- 1981 - Serie D;  promossa in Serie C
- 1981-82 - Serie C;  promossa in Serie B
- 1982-83 - Serie B (stesso girone di Imola)
- 1983-84 - Serie B (Girone Nord)
- 1984-85 - Serie B (Girone Nord). È sconfitta ai play-off dall'ASV Milland di Bressanone
- 1985-86 - Serie B (Girone Nord)
- 1986-87 - Serie B (Girone Nord)
- 1987-88 - Serie B (Girone Centro). È seconda nel girone di qualificazione per la Serie A2.
- 1988-89 - Serie B (Girone Nord).  Promossa Serie A2.
- 1989-90 - Serie A2
- 1990-91 - Serie A2.  Promossa in Serie A1
- 1991-92 - Serie A1. 12º e ultimo posto.  Retrocessa in Serie A2
- 1992-93 - 1ª classificata in Serie A2.  Promossa in Serie A1[34]
- 1993-94 - Serie A1.  11ª e retrocessa
- 1994-95 - 3ª classificata Serie A2.
- 1995-96 - 2ª classificata in A2.  Promossa in Serie A1.
- 1996-97 - Serie A1. 12º e ultimo posto.  Retrocessa, poi ripescata
- 1997-98 - Serie A1 (11º posto)
- 1998-99 - Serie A1 (9º posto nel Girone A)
- 1999-2000 - Serie A1 (10º posto nel Girone A)
- 2000-01 - Serie A1  (12º posto nel Girone A; perde i Play out e retrocede). Fusione con l'Handball Club Imola 1973.

  TRR, Campionato Pallamano Serie A2 1989/90: Cerim Mordano-Cologne 23-15, su YouTube,  a 1 h 05 min 48 s. URL consultato il 30 maggio 2022.

### Atleti
La mordanese Giulia Gasparri ha vinto tre volte il titolo mondiale di tennis da spiaggia nel doppio femminile: nel 2015, nel 2017 e nel 2018. Nel 2017 ha bissato il titolo mondiale con quello di Campionessa europea, sempre nel doppio femminile. Nel 2019 ha vinto il titolo europeo, in coppia con la dozzese Sofia Cimatti. Nel 2021 e 2022 ha di nuovo vinto il titolo mondiale di tennis da spiaggia nel doppio femminile. Con i cinque titoli iridati conquistati in carriera è oggi l'atleta più titolata al mondo nella disciplina. Nel suo palmarès vanta anche una Coppa del Mondo per nazioni (2022). Nel 2024 vince a Brasilia, in coppia con Ninny Valentini, le ITF Series Tour Finals, ovvero il torneo con le otto migliori coppie al mondo.
Tra gli atleti in attività nella pallamano spicca Davide Bulzamini, giocatore di Serie A (Conversano) e della Nazionale. Nel 2025 ha partecipato ai Campionati mondiali. Il suo ruolo è terzino sinistro.

### Società sportive
Mordano
Mordano ha avuto una società di pallamano che ha disputato diversi campionati nazionali, l'«Unione Sportiva Mordano 1978». I colori sociali erano il bianco e il nero. Durante la sua ultradecennale storia, la società ha conquistato 5 titoli italiani Allievi e 4 titoli italiani Juniores tra il 1986 ed il 1992. Il giocatore più rappresentativo è stato Fabrizio Folli, la cui trentennale carriera agonistica si è conclusa al termine della stagione 2018/19 all'età di 45 anni (oggi è vice allenatore della squadra). Nel 2001 la società mordanese si è fusa con la vicina Imola per dare vita a «Romagna Handball». L'unione ha riguardato comunque la sola prima squadra: l'Unione Sportiva Mordano ha potuto mantenere il proprio vivaio.
A Mordano ha sede la Nuova Ciclistica «Placci», che organizza la "Strade Bianche di Romagna" (in collaborazione con l'Associazione Velocipedisti Eroici Romagnoli). Ha ideato (nel 1996) e organizzato il Giro Ciclistico Pesche Nettarine di Romagna; l'ultima edizione della manifestazione si è disputata nel 2015. Dal 2017 la società mordanese organizza il Giro d'Italia Under-23.
Altre società sportive sono la Pallavolo Mordano A.S.D e la A.C.D. Mordano-Bubano (calcio).
Bubano
A Bubano ha sede l'U.S. "Antonio Placci". Nata nel 1922 come società ciclistica, è intitolata alla memoria di Antonio Placci, giovane ciclista amatoriale morto nel 1921 durante una competizione. Dal dopoguerra la società è attiva anche nel calcio e nella pallavolo.

### Manifestazioni
- 2017 -  Roman Kustadinchev[44]
- 2018 -  Stefan Jaco De Bod[45]
- 2019 -  Matteo Sobrero[46]

- (dal 1996) Giro Ciclistico Pesche Nettarine di Romagna categoria Under 23 (fine maggio)
- (dal 2010) - Cicloturistica d'epoca "Strade Bianche di Romagna"[47], organizzata dalla locale «Polisportiva Romagna». I partecipanti devono utilizzare biciclette d'epoca e, possibilmente, indossare magliette e berretti d'epoca. La manifestazione è inserita nel calendario del «Giro d'Italia d'epoca». Dal 2017 il giorno prima della cicloturistica si disputa, sullo stesso tracciato, una gara in linea per ciclisti élite e Under 23[48].